# Alessandro Antonelli

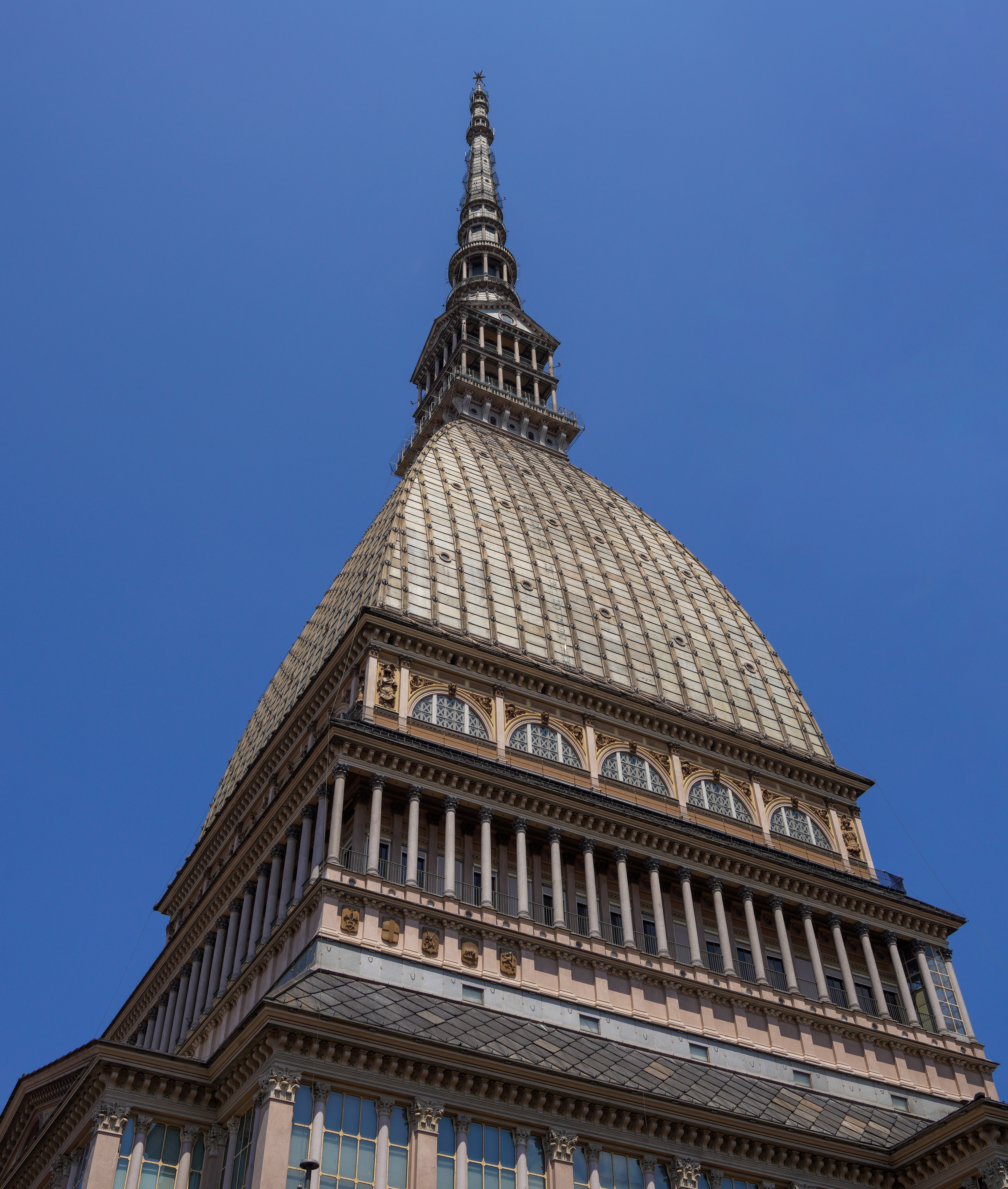
Mole Antonelliana, Turin

Alessandro Antonelli (14 de julio de 1798 – 18 de octubre de 1888) fue un arquitecto italiano del siglo XIX. Sus trabajos más famosos son la Mole Antonelliana en Turin (nombrado en su honor), el Novara Catedral y la Basílica de St. Gaudenzio, ambos en Novara.

## Biografía

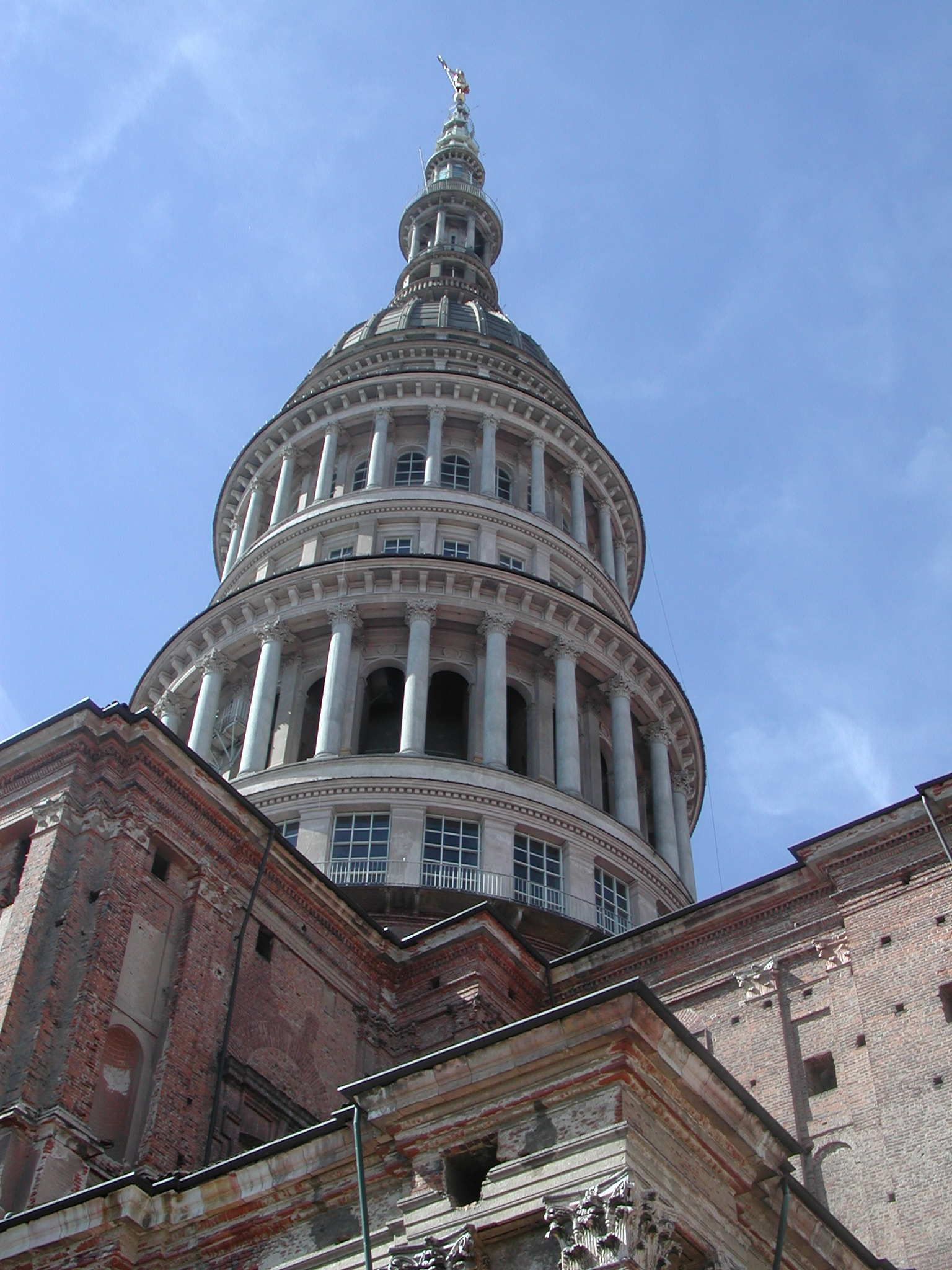
La cúpula de la Basílica de San Gaudenzio, símbolo de Novara, de 121 metros en altura.

Antonelli Nació en Ghemme, cerca a Novara. Estudió en Milán y Turin, y por años  trabajó en las oficinas de planificación territoriales estatales. Después de ganar un concurso de arquitectura en la Accademia Albertina, se muda a Roma en 1828, donde  estudió geometría descriptiva profunda.
Elaboró una idea funcional de la arquitectura, lo que le inspiró con un ambicioso plan de renovación del centro histórico de Turín. Cuando regresó allí en 1836 (el restante hasta 1857), se convirtió en profesor de la Academia Albertina. También fue diputado en el parlamento del Reino de Cerdeña, y un miembro del consejo municipal de Turín y de la Provincia de Novara. En este período diseñó numerosas obras: varias residencias, la seta comunal y el Santuario de la Boca (cuya cúpula nunca fue terminada debido al riesgo de desmoronamiento), una villa en Romagnano Sesia, los Huérfanos del Hospicio en Alessandria, la regulación de los planes de Ferrara y de Novara, en la iglesia de San Clemente y el Asilo de Medici en Bellinzago Novarese. La iglesia de Borgolavezzaro (1858-1862) también fue terminada sin la cúpula, debido a los altos costos.
Digno de mención es la Basílica de San Gaudenzio en Novara, acabada en 1887.  Es una construcción audaz  en brickwork, de 121 m de alto.  También de él en Novara es la Casa Bossi y el Cathadral.
Su trabajo más famoso es la Mole Antonelliana, el símbolo de Turín, nombrado en su honor y comenzando en 1863 como sinagoga judía. Fue completada en 1897 por el consejo de la ciudad como el museo del Risorgimento. El chapitel, derribado por una violenta tormenta acompañada por un tornado en el año de 1953, fue reconstruido en 1961 según los dibujos originales.
Falleció en 1888 y fue enterrado en el cementerio de la familia en Maggiora.
- Datos: Q2143077
- Multimedia: Alessandro Antonelli / Q2143077